# Oney Judge

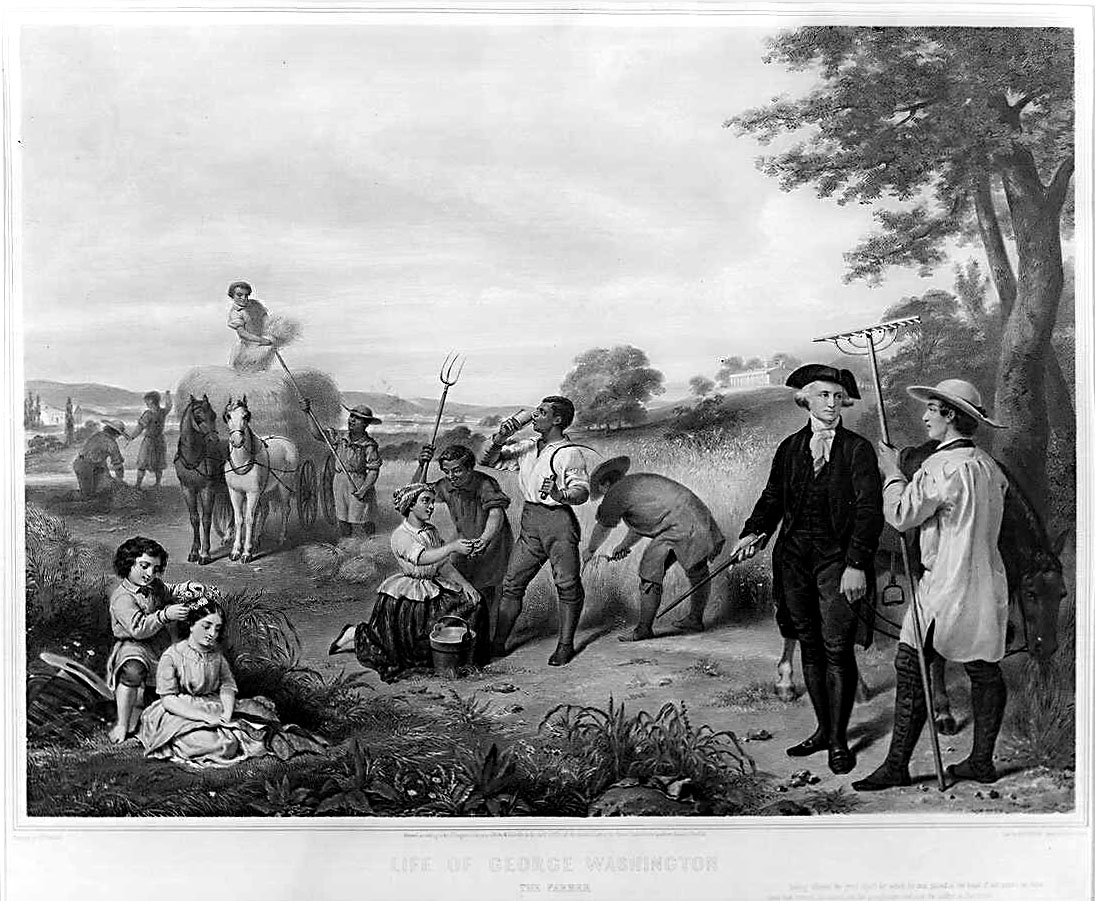
Life of George Washington: The Farmer von Junius Brutus Stearnes (circa 1853)

Oney Judge (auch Ona) (* 1773; † 25. Februar 1848 in Greenland, New Hampshire) war eine Sklavin auf George Washingtons Plantage Mount Vernon in Virginia. Ab 1789 war sie Magd in Washingtons Präsidentschaftshaushalt, 1796 entfloh sie; alle Versuche, sie in die Sklaverei zurückzuholen, waren vergeblich. Sie ist die bekannteste der Mount-Vernon-Sklaven, da sie in den 1840er Jahren zweimal von abolitionistischen Zeitungen interviewt wurde.

## Kindheit
Oney war die Tochter von Betty, einer versklavten Näherin, die ca. 1738 geboren worden war. Betty lebte im White House am Fluss Pamunkey in New Kent County, Virginia. Sie hatte hier einen Sohn namens Austin, der um 1757 geboren wurde, der Vater ist unbekannt. Im April 1759, als Martha Custis George Washington heiratete, musste Betty ihr, zusammen mit ihrem Sohn und weiteren 155 Sklaven nach Mount Vernon folgen. Dort kamen ihre Kinder Tom Davis (ca. 1769) und Betty Davis (ca. 1771) zur Welt, wahrscheinlich Kinder des weißen Webers Thomas Davis. Oneys Vater war vermutlich Andrew Judge, ein englischer Schneider, der am 8. Juli 1772 als Lohnsklave für vier Jahre von Alexander Coldelough aus Leeds nach Amerika gekommen war. Washington kaufte ihn in auf dem bekannten Sklavenmarkt von Alexandria (Virginia) für 30 Pfund und ließ ihn auf Mount Vernon arbeiten. Nach dem Ablauf seiner Dienstverpflichtung lebte Andrew Judge in den 1780er Jahren in einem Haus in Fairfax County. Er konnte oder wollte seine Tochter jedoch nicht freikaufen. 1779 kam Bettys Tochter Philadelphia (Delphy) zur Welt. Oney kam ins Herrenhaus, als sie circa 10 Jahre alt war, wahrscheinlich als Spielkameradin für Martha Washingtons Enkelin Eleanor Parke Custis Lewis (Nelly). Schließlich wurde sie Martha Washingtons persönliche Dienerin.

## Im Haushalt des Präsidenten
Sie und weitere sieben Sklaven: ihr Halbbruder Austin, Giles, Paris, die Mulattin Moll, Christopher Sheels und William Lee wurden 1789 nach New York City gebracht, um dort im ersten Präsidentschaftshaushalt zu arbeiten. Nachdem der Haushalt 1790 in die neue Hauptstadt Philadelphia umzog, waren noch drei Sklaven hinzugekommen, Hercules, Richmond und „Postilion“ Joe Richardson (Joes Frau nahm nach ihrer Freilassung durch George Washington den Namen Richardson an, während Joe selbst, als „Mitgift“-Sklave von Martha Washington, nicht freikam). Austin war Oneys älterer Halbbruder und 15 Jahre lang ihr Vorgesetzter.
Pennsylvania hatte 1780 mit der Abschaffung der Sklaverei begonnen und verbot Nichtansässigen, länger als sechs Monate im Staat Sklaven zu halten. Darüber hinaus erlaubte der Gradual Abolition Act Sklaven, sich selbst zu befreien. Washington argumentierte (privat), dass er sich nur in Pennsylvania aufhalte, weil Philadelphia der vorübergehende Amtssitz der Bundesstaaten war und dass die staatlichen Gesetze sich nicht an ihn richten würden. In einem Schreiben an seinen Anwalt Edmund Randolph sah er es als zweckmäßig an, die Sklaven, die im Präsidentschaftshaushalt arbeiteten, in und aus dem Staat rotieren zu lassen, um zu verhindern, dass diese die sechs-Monatsregelung nutzen konnte. Er achtete darauf, selbst nie sechs Monate am Stück in Pennsylvania zu sein, und bezeichnete sich als Einwohner Virginias. Diese Rotation war eine Verletzung der Gesetze Pennsylvanias, das Handeln des Präsidenten hatte aber keine juristischen Konsequenzen.

## Die Flucht
Nach einem Interview von 1845 flüchtete Oney im Mai oder Juni 1796, nachdem sie erfuhr, dass Martha Washington vorhatte, sie ihrer Enkeltochter, Elizabeth Parke Custis Law, zur Hochzeit zu schenken:

„Whilst they were packing up to go to Virginia, I was packing to go, I didn't know where; for I knew that if I went back to Virginia, I should never get my liberty. I had friends among the colored people of Philadelphia, had my things carried there beforehand, and left Washington's house while they were eating dinner.“

„"Während sie ihre Sachen packten, um nach Virginia zu gehen, packte ich meine Sachen, um zu gehen, ohne zu wissen wohin; denn ich wusste, wenn ich nach Virginia zurückginge, würde ich nie meine Freiheit bekommen. Ich hatte Freunde unter den Farbigen in Philadelphia, ließ meine Sachen vorher dorthin bringen und verließ Washingtons Haus, während sie zu Abend aßen.“

Nach ihrer Flucht wurde Oney von freien schwarzen Freunden aus Philadelphia versteckt. Sie segelte auf The Nancy nach Portsmouth in New Hampshire, das sie im  September erreichte. Washington erwog, sie zu entführen und per Schiff zurückzuholen. Der Zollbeamte von Portsmouth, Joseph Whipple, verhörte sie und berichtete dem Präsidenten davon. Der Plan einer Entführung wurde verworfen, nachdem Whipple warnte, dass es zu Krawallen an den Docks kommen könnte, wenn die Öffentlichkeit davon erfuhr.
Nach dem Ende von Washingtons Amtszeit 1797 reiste Martha Washingtons Neffe Burwell Bassett Jr. nach New Hampshire, um Oney zur Rückkehr zu überreden. Sie weigerte sich, und sein Versuch, sie zu entführen, scheiterte. Sie heiratete den freien schwarzen Seemann John Staines. Sie hatten drei Kinder: Eliza, Nancy und Will.
Nach Oneys Flucht wurde ihre jüngere Schwester Philadelphia (Delphy, * 1779) das Hochzeitsgeschenk für Martha Washingtons Enkelin. Delphy und ihre Kinder wurden 1807 freigelassen.

## Niemals frei
Als Teil des Besitzes von Martha Washingtons erstem Ehemann Daniel Parke Custis war Oney eine „Mitgift“-Sklavin. Deshalb wurde sie nicht, wie die 124 „Washingtonsklaven“ nach dessen Tod 1799 gemäß seinem letzten Willen freigelassen. Die ca. 153 Mitgiftsklaven aus Custis Besitz wurden nach Martha Washingtons Tod 1802 unter ihren Enkelkindern aufgeteilt. Nach dem Gesetz waren Oneys Kinder ebenfalls Sklaven, obwohl ihr Vater ein freier Mann war und sie selbst in New Hampshire geboren waren. Staines und alle drei Kinder starben vor ihr.
Das Sklavenfluchtgesetz wurde 1793 mit überwältigender Mehrheit vom Kongress verabschiedet und von Washington als Gesetz unterzeichnet. Danach war es ein strafrechtlichen Delikt, einem Sklaven bei der Flucht zu helfen. Es stand über den Gesetzen von Einzelstaaten, die flüchtigen Sklaven Unterschlupf gewährt hätten, und erlaubte Sklavenjagd in allen US-Staaten und Territorien. Nach der Sklavenflucht-Klausel (Artikel 4, Absatz 2) der amerikanischen Verfassung konnten Sklavenhalter ihren "Besitz" auch aus abolutionistischen Staaten zurückzuholen.
Durch dieses Bundesgesetz war Oney Judge Staines die letzten 52 Jahre ihres Lebens ein Flüchtling. Sie starb am 25. Februar 1848 in Greenland in New Hampshire.

## Gedenken
Am 25. Februar 2008, ihrem 160sten Todestag, feierte Philadelphia den ersten „Oney Judge Day“, neben dem Präsidentenhaus in der 6th Market Street. Historiker und Aktivisten hielten Reden, dazu kamen eine Proklamation durch den Bürgermeister Michael A. Nutter und eine Denkschrift durch den Stadtrat.
Oney Judges Geschichte war Inspiration für zahlreiche Werke:
- Ann Rinaldi, Taking Liberty 2002.  Novelle
- Emily Arnold McCully, The Escape of Oney Judge 2007 .Kinderbuch
- Thomas Gibbons, A House with No Walls 2007. Drama.
- Derek Waters, Drunk History Volume 3
- Silent No Longer: The Story of Oney Judge (Video)